# Бродський Олександр Ілліч
Бродський Олександр Ілліч (нар. 7 (19) червня 1895, Катеринослав — 21 серпня 1969) — український фізико-хімік, академік АН УРСР (з 22 лютого 1939 року), член-кореспондент АН СРСР (з 1943 року), професор (з 1926 року), директор Інституту фізичної хімії АН УРСР (з 1939 року).

## Біографія
Народився 7 (19 червня) 1895 року в Катеринославі (нині місто Дніпро) в сім'ї інженера Іллі Юхимовича та його дружини Єфросинії Григорівни Бродських. Після закінчення реального училища в 1913 році 18-річний вступив до Катеринославського гірничого інституту на металургійний факультет. Працюючий у той час в цьому інституті професор, а потім академік Л. В. Писаржевський зумів розпізнати в здатному молодому студентові талант хіміка і залучив його до наукової роботи на своїй кафедрі.
Одночасно з навчанням в гірничому інституті О. І. Бродський відвідував лекції з хімічних дисциплін і склав іспити в Катеринославський університет, а в 1921 році перевівся на п'ятий курс хімічного відділення фізико-математичного факультету Московського університету, який і закінчує зі спеціальністю «фізична хімія» в 1922 році.
В 1922–1934 роках працював в Інституті народної освіти у Дніпропетровську (професор з 1926 року), водночас, у 1927–1969 роках, в Інституті фізичної хімії АН УРСР, директор інституту з 1939 року, а також в 1930–1941 роках в Дніпропетровському хіміко-технологічному інституті.
Відомо, що крім наукової діяльності, О. І. Бродський разом з дружиною В. С. Шереметьєвою-Бродською захоплювалися колекціонуванням. Хіміку належала значна колекція творів мистецтва та літератури, яка після смерті власників надійшла до музеїв Києва.

Могила Олександра Бродського на Байковому кладовищі

Жив в Києві. Помер 21 серпня 1969 року. Похований в Києві на Байковому кладовищі (ділянка № 1).

## Наукова діяльність
Основні наукові роботи відносяться до хімічної термодинаміки, електрохімії розчинів та хімії ізотопів. У 1929 році він встановив кількісну залежність електродного потенціалу від діелектричної проникності розчину. Під його керівництвом вперше в СРСР була створена установка з одержання важкої води (1934), концентратів важкого кисню (1937) та важкого азоту (1949). Вперше він застосував стабільні ізотопи для дослідження механізмів хімічних реакцій, дослідив ізотопний обмін водню, кисню, сірки та азоту.
О. І. Бродський є автором підручника для вищої школи «Фізична хімія». Завдяки його науковим працям було започатковано широке застосування різноманітних ізотопів у народному господарстві, науці, техніці. В подальшому досягнення з хімії ізотопів були використані школою академіка О. І. Бродського при вивченні фундаментальних праць хімічної науки — побудови теорії реакційної здатності, і, зокрема, вивчення механізмів хімічних реакцій. Розробив загальну теорію відокремлення ізотопів і методи їх аналізу; широко досліджував обмінні реакції водню, кисню, азоту.
Бродський — автор ряду підручників і монографій, серед яких «Хімія ізотопів» (М., 1952) є першою монографією в цій галузі у світовій літературі.

### Праці
- Досліди з термодинаміки та електрохімії розчинів. X. — Дніпропетровськ, 1931
- Физическая химия, т 1 — 2 М. — Л., 1948.
- Хімія ізотопів, М., 1952

## Відзнаки
У 1927 році за роботи в області електрохімії і термодинаміки розчинів О. І. Бродському присуджена премія імені Кучерова Російського фізико-хімічного товариства. У 1936 році за розробку способу одержання важкої води був удостоєний премії Комітету з хімізації СРСР.
Лауреат Сталінської премії за 1946 рік за роботи з розділення і застосування ізотопів. Заслужений діяч науки УРСР (з 1965 року). Почесний член Польської академії наук (з 1963 року). У 1965 році за роботи в області механізму хімічних реакцій удостоєний премії імені Л. В. Писаржевського АН УРСР.
Указом Президії Верховної Ради СРСР від 13 березня 1969 року «за великі заслуги в розвитку радянської науки» Бродському Олександру Іллічу присвоєно звання Героя Соціалістичної Праці з врученням ордена Леніна і золотої медалі «Серп і Молот».
Нагороджений двома орденомами Леніна (1953, 13 березня 1969), орденом Трудового Червоного Прапора (1945), медалями.

## Вшанування пам'яті
У 1973 році в Києві, на фасаді будівлі Інституту фізичної хімії імені Л. В. Писаржевського АН України (проспект Науки, 31), в якому в 1927–1969 роках працював вчений, встановлена бронзова меморіальна дошка (скульптор Ю. К. Скоблікова, архітектор А. Ф. Ігнащенко).
У 2007 році Національною Академією наук України була заснована Премія НАН України імені О. І. Бродського, яка вручається Відділенням хімії НАН України за видатні наукові роботи в галузі теорії хімічної будови, кінетики та реакційної здатності.